# Pilar Paneque
Pilar Paneque Salgado (Sevilla, 1974) es una investigadora sevillana, directora de la Agencia Nacional de Evaluación de la Calidad y Acreditación (ANECA) desde febrero de 2023.

## Biografía
Licenciada en geografía e historia por la Universidad de Sevilla en 1997. Continuó sus estudios en la Universidad de Pensilvania, realizando un máster en demografía y sociología, y en 2003 se convirtió en doctora en Geografía por la Universidad Pablo de Olavide, donde posteriormente se convirtió en catedrática.

### Investigación
Se ha especializado en estudiar la política y la gestión del agua y del territorio. Ha realizado proyectos de investigación en la Universidad de Utrecht, en la Universidad de Pensilvania y en la Universidad de Oxford.
Después de obtener el doctorado realizó estancias en Universidades como Harvard-RCC, en la Universidad de Nebraska y en la Universidad de Carolina del Sur.
Desde 2005 ha liderado varios proyectos de investigación, sobre los riesgos hídricos y las zonas de sequía, así como la vulnerabilidad social vinculada al cambio climático . Sus trabajos de investigación se han mencionado en los influentes informes sobre cambio climático del IPCC .

### Gestión universitaria
En el ámbito de gestión universitaria, ha ejercido como directora de Postgrado, vicerrectora de Planificación y Calidad y directora del Patronato en la Universidad Internacional de Andalucía (UNIA), y ha coordinado proyectos interuniversitarios con el CSIC . También ha participado en diversas iniciativas de evaluación y sostenibilidad universitaria.
Ha sido coordinadora científica en la Agencia Estatal de Investigación, gestionando varios proyectos y convocatorias.
En 2023 fue nombrada directora de ANECA, desde donde propone fomentar un nuevo marco de evaluación universitaria, acercándose al contexto europeo y a los principios de la ciencia abierta .
Ha sido miembro de la junta de la Asociación Española de Geografía (2017-2021) y de la junta rectora de la Fundación Nueva Cultura del Agua (2010-2013), además de formar parte de diversas asociaciones y colectivos que promueven el papel de la mujer en la ciencia.